# Orocrambus mechaeristes
Orocrambus mechaeristes là một loài bướm đêm trong họ Crambidae.